# Anders Clason
Anders Ernst Vilhelm Clason, född 30 mars 1939 i Hedvig Eleonora församling i Stockholm, död 18 april 2017, var en svensk journalist och ämbetsman.
Anders Clason blev filosofie licentiat i statskunskap 1971. Han var chefredaktör för liberala Nerikes Allehanda 1968–1979, ordförande för Statens kulturråd 1978–1983, chef för Svenska institutet 1983–1993, kulturråd vid ambassaden i London 1993–1998 och kulturchef i Göteborg 1998–1999. Clason var också ordförande för Hjalmar Bergman Samfundet. 
Han gifte sig 1962 med germanisten Synnöve Clason.

## Filmografi
- 1975 – Pojken med guldbyxorna (TV-serie)
- 1986 – Bröderna Mozart